# Pedagogika
Pedagogika – w znaczeniu potocznym, świadoma i celowa działalność wychowawcza; w znaczeniu instytucjonalnym – zespół nauk o wychowaniu, istocie, celach, treściach, metodach, środkach i formach organizacji procesów wychowawczych. Pedagogika jako nauka o edukacji (wychowaniu i kształceniu), należy do nauk społecznych i zajmuje się rozwojem i zmianami mechanizmów wychowania oraz kształcenia na przestrzeni całego życia człowieka.

## Etymologia pedagogiki
Pedagogika i jej staropolska nazwa pochodzi od słowa greckiego (paidagogos – dosł. „prowadzący dziecko”). Natomiast wpływ zachodniej filozofii ukształtował pojęcie rzymskie (łac. ars educandi) jako „sztuka wychowania”.

## Historia pedagogiki
Początków pedagogiki można doszukiwać się w nauczaniu starożytnych filozofów, takich jak Konfucjusz czy Platon.
Za sprawą J.A. Komeńskiego od XVII wieku, stała się odrębną i samodzielną dyscypliną naukową, jednak poglądy na wychowanie nawiązywały do filozoficznych i ideowych przesłanek swojej epoki tj.: „dobrego wychowania” – etykiety, wychowania spartańskiego, rycerskiego czy kawaleryjskiego, w zależności od okresu historycznego.

## Po 1918 roku
W odrodzonej Polsce po roku 1918, początkowo termin ten obejmował opiekę i wychowanie, następnie nauczanie, a dalej wykształcenie dzieci oraz młodzieży. Współczesna pedagogika jest wszechstronną nauką o całej rzeczywistości wychowawczej, w której istotę stanowi całożyciowy rozwój człowieka oraz wszelkie tak dodatnie, jak i ujemne wpływy jednych ludzi na drugich oraz wpływy środowiska.

## Opis
Pedagogika jest nauką społeczną o profilu humanistycznym, obejmuje ona teorię i praktykę działalności opiekuńczo-wychowawczej dzieci i młodzieży oraz działalność edukacyjną ludzi dorosłych w różnym wieku edukacyjnym.
Praktyczne postępowanie wychowawcze, nazywane jest pedagogią (gr. paidagogia).
Pedagogika odnosi się głównie do młodego pokolenia, które dzięki oddziaływaniom wychowawczym winno osiągnąć optymalny rozwój osobowości, ukształtować wiedzę o rzeczywistości, przygotować się do funkcjonowania w życiu społecznym. Na jej gruncie formułuje się istotę, cele, treści, metody, środki i formy organizacyjne procesów wychowawczych.
Do głównych ośrodków takiego wychowania i kształcenia zalicza się głównie rodzinę oraz grupę rówieśniczą i instytucjonalne jak przedszkole, szkołę elementarną i gimnazjum, kształcenie akademickie. Obecnie zakres zainteresowań pedagogiki jest o wiele szerszy i obejmuje: samowychowanie i samokształcenie młodzieży i dorosłych, oddziaływanie wychowawcze instytucji wychowania pozaszkolnego, głównie: środków masowej komunikacji, organizacji młodzieżowych, placówek kulturalnych (teatrów, klubów, muzeów i in.), instytucji wychowania religijnego itp.
Przedstawicielem pedagogiki jako nauki jest pedagog (kod zawodu 244104) o odpowiedniej specjalności pedagogicznej po ukończonych studiach według standardów kształcenia dla kierunku: pedagogika.
Zadaniem pedagogiki jako nauki empirycznej jest wyposażenie pedagogów, którzy organizują procesy edukacyjne (proces wychowania i kształcenia) w wiedzę o skuteczności różnego rodzaju zabiegów edukacyjnych. Towarzyszą temu celowi następujące zadania:
- gromadzenie wiadomości o rzeczywistości wychowawczej;
- analiza tej rzeczywistości, wykrywanie związków i zależności między elementami owej rzeczywistości i wyjaśnianie ich;
- dostarczanie wiedzy potrzebnej do przekształcania rzeczywistości wychowawczej.

Przedmiotem badań empirycznych pedagogiki jest wszechstronny rozwój człowieka w ciągu całego jego życia. Do metod badań, którymi posługuje się pedagogika, zalicza się m.in.: metoda eksperymentu, metoda badań terenowych, metody hermeneutyczne, metody porównawcze i metody historyczne.

## Funkcje pedagogiki
- diagnostyczna – zbieranie obiektywnych informacji o rzeczywistości;
- prognostyczna – określenie na podstawie zgromadzonej wiedzy prawidłowości odnoszących się do przyszłych zmian i przyszłego rozwoju rzeczywistości;
- instrumentalno-techniczna – opracowanie procedur, które mają umożliwić realizację założonych celów[9].

## Podstawowe pojęcia pedagogiki
- wychowanie, kształcenie;
- edukacja – podejście systemowe;
- nauczanie, nauczyciel;
- opieka, opiekun;
- świadomość, osobowość;
- środowisko, kultura – społeczna;
- tradycja narodowa i regionalna, etyka, muzyka;
- sen, praca, czas wolny – wypoczynek;
- pedagog – rodzic, wychowawca;
- socjalizacja, resocjalizacja, osoba niedostosowana społecznie.

## Kierunki pedagogiczne
- pedagogika eksperymentalna
- metodologia badań pedagogicznych
- historia myśli pedagogicznej
- andragogika
- gerontopedagogika
- pedagogika specjalna
- pedagogika rozwoju
- pedagogika zachowania
- psychopedagogika
- pedagogika twórczości
- pedagogika kreatywna
- pedologia
- pedagogika opiekuńczo-wychowawcza
- pedagogika naturalistyczna
- pedagogika wczesnoszkolna
- pedagogika szkoły
- pedagogika gimnazjalna
- pedagogika szkoły wyższej
- pedagogika miejsca
- pedagogika pracy
- krytyczna pedagogika miejsca
- pedagogika kultury
- pedagogika krytyczna
- antypedagogika
- socjologizm pedagogiczny
- pedagogika egzystencjalna
- pedagogika religii
- pedagogika marksistowska
- felicytologia
- tanatopedagogika

## Pedagogiczne instytucje pozarządowe
Lista instytucji pozarządowych wspierających zawód pedagoga:
- Towarzystwo Psychopedagogiczne[10]
- Polskie Towarzystwo Pedagogiczne[11]
- Polskie Stowarzyszenie Pedagogów i Animatorów KLANZA[12]
- Polskie Stowarzyszenie Pedagogów Śpiewu[13]
- Polskie Stowarzyszenie Pedagogów Teatru[14]

## Dyscypliny naukowe w pedagogice
- pedagogika ogólna (ujmuje człowieka jako funkcjonalną całość);
- teoria wychowania (moralnego, społecznego, fizycznego, estetycznego). Pierwotnie była to hodegetyka (od końca XIX w. do lat 50. XX wieku) jako nauka o metodach wychowania[15];
- dydaktyka (ogólna i szczegółowa) (teoria kształcenia);
- pedagogika specjalna (surdopedagogika, tyflopedagogika, oligofrenopedagogika, pedagogika terapeutyczna, pedagogika resocjalizacyjna);
- andragogika (teoria oświaty dorosłych);
- pedeutologia (nauka dotycząca nauczyciela);
- teoria systemów oświatowych;
- pedagogika porównawcza (analiza systemów oświatowych różnych krajów w powiązaniu z ich społecznym i ekonomicznym rozwojem);
- pedagogika społeczna (zajmująca się problematyką środowiskowych uwarunkowań procesów wychowawczych);
- pedagogika kształcenia zawodowego.

Pedagogika specjalizuje się w bardzo wielu aspektach życia jednostki ludzkiej, związanych nie tylko z wychowaniem czy nauczaniem. Prowadzi również działania mające na celu polepszenie lub zahamowanie cech patologii społecznej, w tym psychopatii i socjopatii poprzez organizowanie działań profilaktycznych (psychoprofilaktyka).

## Nauki współdziałające
- filozofia
- logika
- antropologia filozoficzna i antropologia kulturowa
- historia oświaty i wychowania
- socjologia oświaty i wychowania
- biologia – (genetyka, anatomia, fizjologia)
- medycyna społeczna
- psychologia ogólna, psychologia rozwojowa, psychologia wychowawcza, psychologia kliniczna
- prakseologia
- etyka
- teoria naukowa organizacji i zarządzania
- cybernetyka
- ogólna teoria systemów
- informatyka
- ekonomia
- praca socjalna
- profilaktyka społeczna